# Хронологија СФРЈ и СКЈ април 1966.
Хронолошки преглед важнијих догађаја везаних за друштвено-политичка дешавања у Социјалистичкој Федеративној Републици Југославији (СФРЈ) и деловање Савеза комуниста Југославије (СКЈ), као и општа политичка, друштвена, спортска и културна дешавања која су се догодила у току априла месеца 1966. године.
| ← март | ← март | ← март | ← март | ← март | ← март | ← март | ← март | Хронологија СФРЈ и СКЈ током 1966. | Хронологија СФРЈ и СКЈ током 1966. | Хронологија СФРЈ и СКЈ током 1966. | Хронологија СФРЈ и СКЈ током 1966. | Хронологија СФРЈ и СКЈ током 1966. | Хронологија СФРЈ и СКЈ током 1966. | Хронологија СФРЈ и СКЈ током 1966. | Хронологија СФРЈ и СКЈ током 1966. | Хронологија СФРЈ и СКЈ током 1966. | Хронологија СФРЈ и СКЈ током 1966. | Хронологија СФРЈ и СКЈ током 1966. | Хронологија СФРЈ и СКЈ током 1966. | Хронологија СФРЈ и СКЈ током 1966. | Хронологија СФРЈ и СКЈ током 1966. | Хронологија СФРЈ и СКЈ током 1966. | мај → | мај → | мај → | мај → | мај → | мај → | мај → |
| П      | С      | Н      | П      | У      | С      | Ч      | П      | С                                  | Н                                  | П                                  | У                                  | С                                  | Ч                                  | П                                  | С                                  | Н                                  | П                                  | У                                  | С                                  | Ч                                  | П                                  | С                                  | Н     | П     | У     | С     | Ч     | П     | С     |
| 1      | 2      | 3      | 4      | 5      | 6      | 7      | 8      | 9                                  | 10                                 | 11                                 | 12                                 | 13                                 | 14                                 | 15                                 | 16                                 | 17                                 | 18                                 | 19                                 | 20                                 | 21                                 | 22                                 | 23                                 | 24    | 25    | 26    | 27    | 28    | 29    | 30    |

### 5. април
- У Љубљани, од 5. до 7. априла одржан Шести конгрес Социјалистичког савеза радног народа Словеније, коме је присуствовало 692 делегата и гостију. Председница Главног одбора ССРНС Вида Томшич је у уводном реферату нагласила да је истински утицај човека у друштву мерило успеха Социјалистичког савеза и да корене етатизма и бирократизма можемо подрезати једино путем непосредног самоуправљања. На крају Конгреса изабран је нови Главни одбор на челу са Видом Томшич и усвојена резолуција са задацима ССРНС.[1]
- У Београду умро Ђорђе Бошковић Бата (1906—1966) учесник Народноослободилачког рата и друштевно-политички радник СР Србије и АП Војводине. Сахрањен је у Алеји народних хероја на београдском Новом гробљу.[2][3]

### 10. април
- Председник СФРЈ Јосип Броз Тито, од 10. до 12. априла, у пратњи секретара ЦК СК БиХ Цвијетина Мијатовића, председника Скупштине СР БиХ Ратка Дугоњића и председника СУБНОР Југославије Ђуре Пуцара, боравио у посети Босанској крајини. Тито се са босанскохерцеговачким руководиоцима сусрео у Бихаћу, одакле су отишли у Дрвар, где је обишао Фабрику целулозе, а потом говорио на митингу. Из Дрвара је отишао у Босански Петровац, а потом поново у Бихаћ, где је преноћио. Другог дана посете, посетио је спомен-музеј Првог заседања АВНОЈ-а и Фабрику текстила у Босанском Петровцу, а потом разговарао са представницима општинских власти из Бихаћа, Цазина, Босанске Крупе и Велике Кладуше. Из Бихаћа је отишао у Бања Луку, а успут се Плави воз задржао на железничким станицама у Босанској Крупи, Босанском Новом и Приједору, где се окупио већи број грађана. Током дводневне посете Бања Луци, Тито је посетио Споменик палим Крајишницима, фабрику „Руди Чајавец” и фабрику целулозе и вискозе, а у Дому културе је разговарао са представницима општинских власти бањалучког среза. Приликом повратка за Београд, Плави воз се задржао на железничкој станици у Новој Градишки, где га је дочекало доста грађана.[4][5][6][7][8]

### 18. април
- Председник СФРЈ и генерални секретар СКЈ Јосип Броз Тито, од 18. до 23. априла, боравио у посети Социјалистичкој Републици Румунији. На аеродрому у Букурешту дочекали су га генерални секретар Румунске КП Николаје Чаушеску и други високу руководиоци. У току посете обављени су разговори са Чаушескуом и председником Државног већа Киву Стојком са којима су размењена мишљења о билатералним односима, међународној ситуацији и стању у међународном радничком покрету. Тито је 20. и 21. априла боравио у Брашову, где је посетио Индустријски комбинат, а 22. априла је у Букурешту присуствовао митингу југословенско-румунског пријатељства.[9][4][10]

### 22. април
- На заједничкој седници Савезног и Привредног већа Савезне скупштине, на којој су разматрана текућа питања кретања привреде и усвојени закључци у којима је истакнуто да се инвестиције у основна и обртна средства морају заснивати само на реалној акумулацији.[9]

### 26. април
- У Загребу, 26. и 27. априла одржан Четврти пленарна седница Централног комитета Савеза комуниста Хрватске на коме се расправљало о позитивним резултатима дотадашњих привредних кретања. На Пленуму је наглашено да реализацију циљева реформе, ипак отежавају неки моменти — преспора модернизација привреде, нерешено питање девизног и кредитног система и најамни менталитет унутар дешавања у радним јединицама. Усвојена је Резолуција о актуелним проблемима образовања, у којој је истакнуто да се даљи развој образовања темељи на интеграцији друштвеног рада, заснованог на принципима самоуправљања.[9]

### у току априла
- У Новом Саду одржана Једанаеста покрајинска конференција Савеза омладине Војводине на којој је разматрана активност омладинске организације у остваривању одлука Осмог конгреса СКЈ. На Конференцији је истакнут значај образовања као елемента целокупне друштвене активности, позитивно је оцењен резултат учешћа омладине на раднима акцијама — Ауто-пут ’63, Скопље ’63 и Јадранска магистара ’64 и пружена је подршка овом виду активности младих. Такође, позитивно је оцењен рад Омладинских партијских школа.[9]